# Eric Opdam
Eric Marcus Opdam (1960) é um matemático neerlandês, que trabalha com álgebra e análise harmônica.
Opdam Obteve um doutorado em 1988 na Universidade de Leiden, orientado por Gerrit van Dijk, com a tese Generalized Hypergeometric Functions Associated with Root Systems. É professor da Universidade de Amsterdã.
Foi palestrante convidado do Congresso Europeu de Matemática em Barcelona (2000: Hecke algebras and harmonic analysis). Foi palestrante convidado do Congresso Internacional de Matemáticos em Madrid (2006). É membro da Academia Real das Artes e Ciências dos Países Baixos.

## Publicações selecionadas
- Spectral correspondences for affine Hecke algebras. Advances in Mathematics, Volume 286, 2016, p. 912–957
- Spectral transfer morphisms for unipotent affine Hecke algebras. Selecta Mathematica-New Series, Volume 22, 2016, p. 2143–2207
- com D. Ciubotaru: Formal degrees of unipotent discrete series representations and the exotic Fourier transform. Proceedings of the London Mathematical Society, Volume 110, 2015, p. 615–646
- com D. Ciubotaru, P. E.Trapa: Algebraic and analytic Dirac induction for graded affine Hecke algebras. Journal of the Institute of Mathematics of Jussieu, Volume 13, 2014, p. 447–486
- com Maarten Solleveld: Extensions of tempered representations. Geometric and Functional Analysis, Volume 23, 2013, p. 664–714.
- com V. Heiermann: On the tempered L-functions conjecture. American Journal of Mathematics, Volume 135, 2013, p. 777–799
- com M. Solleveld: Discrete series characters for affine Hecke algebras and their formal degrees. Acta mathematica, Volume 205, 2010, p. 105–187
- com M. Solleveld: Homological algebra for affine Hecke algebras. Advances in Mathematics, Volume 220, 2009, p. 1549–1601
- com E. Emsiz, J. V. Stokman: Trigonometric Cherednik algebra at critical level and quantum many-body problems. Selecta Mathematica-New Series, Volume 14, 2009, p. 571–605
- com Patrick Delorme: The Schwartz algebra of an affine Hecke algebra. Journal für die reine und angewandte Mathematik, Volume 625, 2008, p. 59–114
- On the spectral decomposition of affine Hecke algebras. J. Inst. Math. Jussieu, Volume 3, 2004, p. 531–648.
- A generating function for the trace of the Iwahori-Hecke algebra, in: Studies in memory of Issai Schur, Progr. Math. 210, Birkhäuser 2003, p. 301–323. doi:10.1007/978-1-4612-0045-1_11
- com Victor Ginzburg, Nicolas Guay, Raphaël Rouquier: On the category O for rational Cherednik algebras, Inv. Math., Volume 154, 2003, p. 617–651,  Arxiv
- Lectures on Dunkl operators for real and complex reflection groups, Memoirs Math. Soc. Japan, Tokio, 2001
- The central support of the Plancherel measure of an affine Hecke algebra
- Cuspidal hypergeometric functions, Moscow Math. J., Volume 7, 2007, p. 723–741
- com Gert Heckman: Yang's system of particles and Hecke algebras, Annals of Mathematics, Volume 145, 1997, p. 139–173.
- com Gert Heckman:  Harmonic analysis for affine Hecke algebra, in: Current developments in Mathematics 1996, Intern. Press 1997, p. 37–60.
- Harmonic Analysis for certain representations of graded Hecke algebras, Acta Mathematica, Volume 175, 1995, p. 75–121
- An analogue of the Gauss summation formula for hypergeometric functions related to root systems, Mathematische Zeitschrift, Volume 212, 1993, p. 313–336
- Some applications of hypergeometric shift operators, Inventiones Mathematicae, Volume 98, 1989, p. 1–18
- com Gert Heckman: Root systems and hypergeometric functions I, Compositio Mathematica, Volume 64, 1987, p. 329–352.